# Alfonso de Zamora

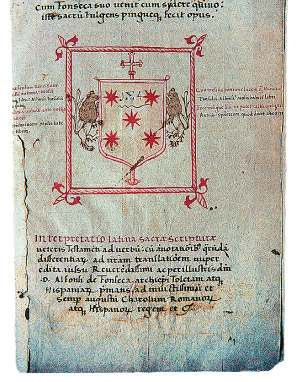
Frontyspis międzywierszowego przekładu Alfonso de Zamory księgi Rodzaju z hebrajskiego na łacinę (Alcalá de Henares, 1526)

Alfonso de Zamora (ur. ok. 1474 w Zamorze, zm. 1544) – hiszpański talmudysta i teolog, tłumacz Bibliii.
Alfonso de Zamora był synem rabina Juana de Zamory. W wyniku wprowadzenia edyktu z Alhambry z 1492 roku w wieku 18 lat wraz z ojcem opuścił Hiszpanię. Obaj powrócili do kraju gdzie ich przodkowie żyli od pokoleń i przyjęli katolicyzm w 1506 roku. Alfonso studiował hebraistykę, biegle opanował też łacinę, grekę i język aramejski. W 1509 roku został wykładowcą hebrajskiego na Uniwersytecie w Salamance. W 1511 roku został powołany przez kardynała Francisco Jiménez de Cisnerosa na stanowisko profesora hebrajskiego i aramejskiego istniejącego w latach 1499–1832 Universidad de Alcalá.
Wraz z dwoma innymi konwertytami Alonso de Alcalá i Pablo Coronelem zajmował się oczyszczeniem i przygotowaniem hebrajskiego i aramejskiego tekstu, który ostatecznie został opublikowany w Poliglocie kompluteńskiej w roku 1522. Dzieło to zawiera również słownik hebrajsko-łaciński oraz gramatykę języka hebrajskiego, które znalazły się w tomie VI z roku 1515. Gramatyka hebrajskiego w wydaniu niezależnym i znacznie rozszerzonym z 1526 roku jest jedną z najlepszych prac renesansowej Europy na ten temat.
Przetłumaczył również na łacinę Księgę Rodzaju.